# Bucculatrix gossypiella
Bucculatrix gossypiella är en fjärilsart som beskrevs av Morrill 1927. Bucculatrix gossypiella ingår i släktet Bucculatrix och familjen kronmalar. Inga underarter finns listade i Catalogue of Life.